# جائزة فرنسا الكبرى للدراجات النارية 2002
جائزة فرنسا الكبرى للدراجات النارية 2002 هو سباق دراجات نارية أقيم بتاريخ 19 مايو 2002 في لو مان. كان الجولة الرابعة من أصل 16 في سباق الجائزة الكبرى للدراجات النارية موسم 2002. فاز الإيطالي فالنتينو روسي بفئة الموتو جي بي بينما جاء الياباني توهرو أوكاوا في المركز الثاني وحصل على المركز الثالث الإيطالي ماكس بياجي.

## وصلات خارجية
- الموقع الرسمي